# Флаг Томаринского городского округа
Флаг муниципального образования «Томари́нский городской округ» Сахалинской области Российской Федерации.
Флаг был утверждён 30 сентября 2003 года как флаг муниципального образования «Томаринский район» (после муниципальной реформы — муниципальное образование «Томаринский городской округ») и внесён в Государственный геральдический регистр Российской Федерации с присвоением регистрационного номера 1341.

## Описание флага
Флаг Томаринского района представляет собой прямоугольное полотнище с соотношением ширины к длине 2:3, разделённое на четыре равные части: вверху у древка и внизу у свободного края — красные, остальные — белые; несущее фигуры из гербовой композиции: в центре — жёлтое солнце в 3/5 ширины полотнища, в верхней белой части — зелёную ель в 4/9 ширины полотнища, в нижней белой части — синюю рыбу в 1/3 ширины полотнища.

## Обоснование символики
В основу композиции флага Томаринского района положены природные и географические особенности района.
Томаринский район образован в 1946 году, однако, центр района — город Томари, ведёт свою историю с 1870 года. С 1905 по 1945 годы город находился в составе Японии и назывался Томариору, что в переводе с айнского, языка сахалинских туземцев, означает «гавань, бухта, залив птиц».
Район расположен на берегу Татарского пролива почти в самой узкой части острова Сахалина, о чём аллегорически свидетельствует четверочастное деление флага.
Белый цвет (серебро) — символ простоты, совершенства, благородства, мира и взаимного сотрудничества.
Красный цвет символизирует труд, жизнеутверждающую силу, мужество, праздник, красоту.
Солнце — источник тепла, мира и согласия; расположенное в центре флага, солнце аллегорически «изливает на людей свою благодать, поток жизнетворных сил».
Жёлтый цвет (золото) символизирует богатство, справедливость, уважение, великодушие.
Рыба и ель аллегорически показывают характерные для района отрасли промышленности — рыбную и лесную, в которых трудится основное населения района.
Синий цвет (лазурь) — символ истины, чести и добродетели, чистого неба и водных просторов.
Зелёный цвет дополняет символику природы района, а также этот цвет символизирует изобилие, жизнь, возрождение.